# حاسب (مهنة)

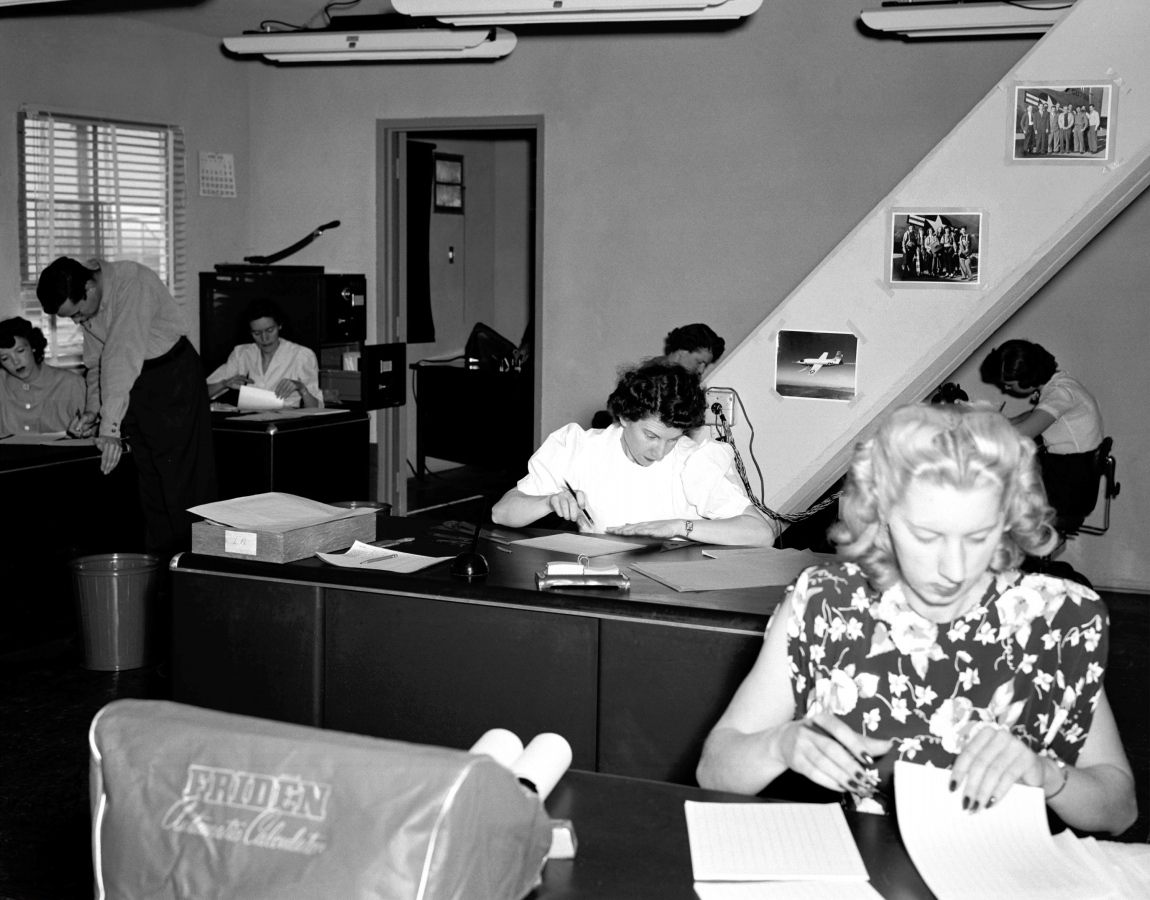
محطة الطيران عالية السرعة التابعة لوكالة ناسا "غرفة الحاسبون"

يجري استخدام مصطلح «الحاسب»، منذ منتصف القرن السابع عشر وكان يعني «الشخص الذي يحسب»: شخص يجري عمليات حسابية رياضية، قبل توفر أجهزة الحاسوب الإلكترونية تجاريًا.
وتم استخدام فرق من الناس في كثير من الأحيان لإجراء عمليات حسابية طويلة ومملة في كثير من الأحيان؛ وتم تقسيم العمل بحيث يمكن إجراؤه بالتوازي.
ومنذ نهاية القرن العشرين، تم أيضًا استخدام مصطلح «الحاسب البشري» على الأفراد الذين يتمتعون بقدرات هائلة لـ الحساب الذهني، المعروفين أيضًا باسم الآلات الحاسبة العقلية. وكان أول ظهور للمصطلح «حاسوب» في نيويورك تايمز في 2 مايو، 1892؛ في إعلان لـمفوضية الخدمة الوطنية للولايات المتحدة وكان نصه:
«مطلوب حاسوب. [...] سوف يشمل الاختبار موضوعات في الجبر والهندسة وحساب المثلثات وعلم الفلك.»

## الأصول في علم الفلك
تم اعتبار النهج على أنه يخص علم الفلك وغيره من العمليات الحسابية المعقدة. وربما كان أول مثال على الحوسبة البشرية المنظمة هو للرجل الفرنسي ألكسيس كلود كليروت (Alexis Claude Clairaut) (من 1713 حتى 1765)، عندما قسم الحساب لتحديد توقيت عودة مذنب هالي مع اثنين من زملائه، وهما جوزيف لالند (Joseph Lalande) ونيكول راين-ليبوتيه (Nicole-Reine Lepaute). بالنسبة لبعض الرجال، فإن كون الشخص حاسوبًا كان بمثابة وظيفة مؤقتة حتى ينتقل إلى مزيد من التقدم. بالنسبة للنساء، فإن الوظيفة كانت مغلقة أمامهن بشكل عام، ولكن هذا الوضع قد تغير في أواخر القرن التاسع عشر مع إدوارد تشارلز بيكرينج (Edward Charles Pickering). وفي بعض الأوقات كانت مجموعته تُسمى «جريم بيكرينج (Pickering's Harem)»
والكثير من علماء الفلك من النساء من هذه الحقبة كن حاسبات وأشهرهن ربما هنريتا سوان ليفيت.
فلورنسا كوشمان (Florence Cushman) كانت حاسوبة أخرى تابعة لـجامعة هارفارد منذ عام 1888 فصاعدًا. ومن بين أشهر أعمالها A Catalogue of 16,300 Stars Observed with the 12-inch Meridian Photometer. كما عملت مع أني جامب كانون (Annie Jump Cannon).
وعادة ما كانت الحاسبات من النساء يحصلن على نصف ما يحصل عليه نظراؤهن من الرجال.
وتم توظيف عالم الرياضيات الهندي راداناث سيكدار (Radhanath Sikdar)كـ«حاسوب» لصالح مشروع المسح المثلثي العظيم في الهند عام 1840. وكان هو أول من حدد وحسب ارتفاع أعلى قمة في العالم، التي سُميت لاحقًا باسم قمة إيفرست.

## الحوسبة الحربية واختراع الحوسبة الإلكترونية
لعبت الحواسيب البشرية أدوارًا متكاملة في الجهود الحربية أثناء الحرب العالمية الثانية في الولايات المتحدة، وبسبب استنزاف القوة العاملة من الذكور نتيجة التجنيد، كانت الكثير من الحواسيب خلال الحرب العالمية الثانية من النساء، وفي كثير من الأحيان كن حاصلات على شهادات في الرياضيات. في مشروع مانهاتن، ساعدت الحواسيب البشرية، بالتعاون مع مجموعة متنوعة من الوسائل الميكانيكية، الدراسات العديدة للصيغ المعقدة المتعلقة بـالانشطار النووي. ونظرًا لأن الأشخاص الستة المسؤولين عن التعامل مع المشكلات في حاسوب رقمي إلكتروني متكامل (الحاسوب الرقمي الإلكتروني الرئيسي العام الذي تم تصميمه في جامعة بنسلفانيا أثناء الحرب العالمية الثانية) تم سحبهم من فيلق الحواسيب البشرية، فإن أول مبرمجي الحاسوب المحترفين في العالم كانوا من النساء، الأمر الذي مهد الطريق لهن في معالجة البيانات باعتبارها مقبولة اجتماعيًا بالنسبة للنساء في حقبة الأدوار القائمة على النوع الاجتماعي. وهؤلاء المبرمجات الست هم كي ماكنولتي (Kay McNulty) وبيتي سنايدر (Betty Snyder) ومارلين ويسكوف (Marlyn Wescoff) وروث ليشترمان (Ruth Lichterman) وبيتي جين جينيننغز (Betty Jean Jennings) وفران بيلاس (Fran Bilas).
وعقب الحرب العالمية الثانية، استخدمت ناسا الحواسيب البشرية في أبحاث الطيران لنقل البيانات الخام من فلم سيلولويد وأوراق مخطاط الذبذبة ثم، باستخدام المساطر الحاسبة والآلات الحاسبة الإلكترونية، تقليلها وتحويلها إلى وحدات هندسية قياسية.

## وصلات خارجية
- Early NACA human computers at work, photograph, October 1949.
- The Age of Female Computers, by David Skinner
- Sonoma University
- Wellesley